# Bob l'éponge : Legend of the Lost Spatula
Bob l'éponge : Legend of the Lost Spatula (SpongeBob SquarePants: Legend of the Lost Spatula) est un jeu vidéo de plates-formes, développé par Vicarious Visions et édité par THQ sur Game Boy Color en 2001. Il est basé sur la série télévisée d'animation Bob l'éponge.

## Scénario
Le jeu se déroule dans l'univers de Bob l'éponge et met en scène le personnage de Bob l'éponge, une éponge de mer vivant dans les profondeurs marines dans une petite ville nommée Bikini Bottom et chef cuisinier d'un restaurant rapide, le Crabe Croustillant. Ce dernier est dirigé par son patron, Mr. Krabs. Bob l'éponge, destiné à devenir le plus grand chef cuisinier des océans, se lance dans une aventure pour retrouver la « spatule dorée » du pirate fantôme le Hollandais Volant.

## Système de jeu
Bob l'éponge : Legend of the Lost Spatula est un jeu de plates-formes dans lequel le joueur incarne le personnage de Bob l'éponge. Le joueur doit retrouver la spatule dorée appartenant au Hollandais Volant pour devenir le plus grand chef cuisinier des océans. Lorsque Bob l'éponge est touché, il perd son pantalon. S'il se fait toucher une seconde fois, le joueur doit recommencer le niveau.

## Accueil
- IGN : 6/10[2]
- GameSpot : 3,8/10[3]